# Sanislău
Sanislău es una comuna ubicada en el distrito de Satu Mare, Rumania.

## Superficie
Posee una superficie de 72,05 kilómetros cuadrados.

## Demografía
Hasta 2021 la población era de 3223 habitantes, con una densidad de población de 44,73 habitantes por kilómetro cuadrado.